# Eriochloa
Eriochloa Kunth é um género botânico pertencente à família Poaceae, subfamília Panicoideae, tribo Paniceae.
O gênero apresenta aproximadamente 65 espécies. Ocorrem na Europa, África, Ásia, Australásia, Pacífico, América do Norte e América do Sul.

## Sinônimos
- Aglycia Steud. (SUI)
- Alycia Steud. (SUO)
- Glandiloba (Raf.) Steud. (SUI)
- Helopus Trin.

## Principais espécies
- Eriochloa aristata Vasey
- Eriochloa boliviensis Renvoize
- Eriochloa eggersii Hitchc.
- Eriochloa filifolia Hitchc.
- Eriochloa littoralis Ekman
- Eriochloa nelsonii Scribn. et J. G. Sm.
- Eriochloa punctata (L.) Desv.
- Eriochloa ramosa (Retz.) Kuntze
- «PPP-Index Lista completa»